# 乌银高速公路
乌海－银川高速公路，简称乌银高速，中国国家高速公路网编号为G1817，是 荣乌高速的联络线之一，自乌海市海南区起与 京藏高速黄河大桥段共线至阿拉善左旗乌斯太枢纽后，大致沿蒙宁自治区界西北跨宗别立、巴彦浩特东部及巴润别立各镇，在栒子沟附近跨自治区界，横穿银川市永宁县西部，最终与 乌玛高速相接。
目前，巴音呼图格至巴彦浩特段正在利用 314省道改造建设中，其余路段已通车。